# زيهون تاديلى
زيهون تاديلى (31 أكتوبر 1989 إثيوبيا - ) هو لاعب كرة قدم إثيوبي، يلعب كحارس مرمى.

## وصلات خارجية
- زيهون تاديلى على موقع قاعدة بيانات كرة القدم.إي يو (الإنجليزية)
- زيهون تاديلى على موقع ناشيونال فوتبول تيمز (الإنجليزية)
- زيهون تاديلى على موقع Soccerway.com (الإنجليزية)